# 上院内インターチェンジ
上院内インターチェンジ（かみいんないインターチェンジ）は、秋田県湯沢市にある東北中央自動車道（真室川雄勝道路・院内道路）のインターチェンジである。名称は仮称である。
真室川雄勝道路が未開通のため院内道路方面への仮出入口のみが設けられている。

## 接続する道路
- 国道13号

## 歴史
- 2016年（平成28年）11月5日 : 院内道路・上院内IC - 下院内IC間開通に伴い供用開始[1]。
- 2017年（平成29年）度 : 真室川雄勝道路事業化[2]。
- 2019年（令和元年）12月14日 : 真室川雄勝道路着工[3][2]。
- 未定 : 真室川雄勝道路・及位IC - 上院内IC間開通予定[4]。

## 料金所
無料区間であるため設置されていない。

## 隣
E13 東北中央自動車道（真室川雄勝道路・院内道路）
及位IC（仮称・事業中） - 上院内IC（仮称） - 下院内IC（仮称）